# Naina Ravaoarisoa
Naina Cécilia Ravaoarisoa (sinh ngày 29 tháng 7 năm 1976 tại Antananarivo) là một judoka Malagasy, người thi đấu ở hạng mục bán nhẹ nữ. Cô đã nhặt được tổng cộng sáu huy chương trong sự nghiệp của mình, bao gồm một huy chương đồng từ Đại hội Thể thao toàn châu Phi năm 1999 tại Johannesburg, Nam Phi và đại diện cho quốc gia Madagascar của cô trong hai phiên bản Thế vận hội Olympic (2000 và 2004).
Ravaoarisoa ra mắt chính thức tại Thế vận hội Mùa hè 2000 ở Sydney, nơi cô thi đấu ở hạng bán nhẹ nữ (52 kg). Cô thua trận mở màn trước Shih Pei-chun của Đài Bắc Trung Hoa, người đã ghi thành công chiến thắng ippon và làm tê liệt cô trong một chiếc khăn quàng cổ (kesa gatame) trên tấm chiếu chỉ còn chín mươi giây trong trận đấu năm phút.
Tại Thế vận hội Mùa hè 2004 ở Athens, Ravaoarisoa đủ tiêu chuẩn làm một Judoka đơn độc cho đội Malagasy thứ hai của cô trong lớp học nửa nhẹ của phụ nữ (52   kg), bằng cách đặt thứ hai và cấp một bến từ Giải vô địch châu Phi ở Tunis, Tunisia. Giống như Olympic trước đây của cô, Ravaoarisoa từ chối cơ hội của mình để cạnh quá khứ mở tròn và để cạnh tranh trong Vòng đấu vớt, sau khi đâm ra sớm trong một thất bại để judoka Bỉ và cuối cùng đoạt huy chương đồng Ilse Heylen bởi một ippon awasete waza-ari điểm và một mạnh mẽ deashi harai ném (quét chân nâng cao) chỉ 34 giây vào trận đấu của họ.